# 5-1…非現実…
『5-1…非現実…』（ごのいち ひげんじつ）は男闘呼組の5枚目のオリジナル・アルバム。1992年6月21日にBMGビクターから発売された。

## 内容
『I'm Waiting 4 You』から1年4か月ぶりのオリジナル・アルバム。
3ヶ月連続リリースアルバム第一弾。

## チャート成績
オリコンチャート9位を獲得した。
TOP10入りは本作が最後である。

## 収録曲
編曲：OTOKOGUMI & ATSUSHI（特記以外）
1. インディアンの丘で
作詞・作曲:KAZUYA
2. 終わらない魂
作詞:KAZUYA、作曲:OTOKOGUMI
編曲:OTOKOGUMI & ATSUSHI & HIRAPON
3. あの娘は言う
作詞・作曲:KENICHI、編曲:KENICHI & HIS UNIT
4. 姿なき人気者
作詞・作曲:KAZUYA、編曲:OTOKOGUMI
5. やってるね
作詞・作曲:SHOJI
6. ふたりきりのWEDDING
作詞・作曲:KOYO
7. 天国の週末
作詞:ODAKE、作曲:SHOJI
8. みはり
作詞:シメ中島、作曲:大矢正浩
編曲: OTOKOGUMI & ATSUSHI & HIRAPON
シメ中島・大矢正浩が所属していたバンド「THE HEADS」カバー曲。
9. 無題
作詞・作曲:KENICHI
10. DOTOHのカスパー善でありたい
原作:PETER HANDKE／訳:龍田八百／「KASPAR」より引用
「KASPAR」は、ペーター・ハントケ作の戯曲「カスパー」のこと。
11. HAPPY THOUGHTS
作詞:ODAKE、作曲:SHOJI
12. 眠りにつく前に
作詞・作曲:KENICHI

## 参加ミュージシャン
- 前田耕陽 - ボーカル、キーボード
- 成田昭次 - ボーカル、ギター
- 高橋一也 - ボーカル、ベース
- 岡本健一 - ボーカル、ギター
  - 江口信夫 - ドラム
  - 平山牧伸 - ドラム
  - 田中厚 - キーボード
  - 本村隆充 - ドラム(#3)
  - KOHJI TARUI - ベース(#3)
  - 福場潤 - ギター(#3)